# Joseph Franz Xaver Dominik Stalder
Joseph Franz Xaver Dominik Stalder (* 29. März 1725 in Luzern; † 4. Januar 1765 ebenda; heimatberechtigt in Luzern) war ein Schweizer Komponist und Priester.

## Leben
Franz Xaver Dominik Stalder besuchte das Jesuitenkolleg in Luzern und erlangte einen der Freiplätze am Collegium Helveticum in Mailand, die für katholische Studierende aus der Eidgenossenschaft und den Drei Bünden bestimmt waren. Dort studierte er u. a. Moraltheologie. 1749 wurde er zum Priester geweiht.
Ab 1750 studierte er Musik u. a. bei Giovanni Battista Sammartini. Als Komponist arbeitete er in Mainz, London und Paris, wo er Kapellmeister des Prinzen von Monaco, ab 1760 des Prinzen von Conti (Condé) war. Ab 1762 war er Organist in St. Leodegar im Hof in Luzern, wo er auch starb.

## Werke
Vom Komponisten publizierte Werke:
- Sei Trio Concertati a due Violini e Basso, œuvre II Paris, C. N. Leclerc, gestochen von Hué [1757][2]
- Sei Sonate a Tre Con tutta l’orchestra, opera quarta.[3]
- Sei Sinfonie A due Violini, Alto Viola e Basso. Paris, aux adresses ordinaires, gestochen von Mlle. Vendôme [1757–1758]. RISM Serie A I, S 4338
- Six Simphonies Italien[n]es à Deux Violons, Alto Viola et Basso, Cors de Chasse ad Libitum, 5e œuvre. Paris, aux adresses ordinaires, gestochen von J. Renou [1758–1759]. RISM Serie A I, S 4335
- Sei Sinfonie a Quatro parti obligate Con Corni da Caccia ad libitum. Paris, aux adresses ordinaires, gestochen von Mlle. Vendôme [1759] RISM Serie A I, S 4337
- Six Simphonies a Quatre parties, Avec Cors de Chasse. Paris, aux adresses ordinaires [nicht vor 1762] RISM Serie A I, S 4336

Postum erschienene Werke:
- Six Quartettos. London, Straight & Skillern [um 1770?] RISM Serie A I, S 4339
- A Favorite Sinfonie or Quartetto. London, Straight & Skillern [um 1770?] RISM Serie A I, S 4340

Handschriftlich überliefert (vgl. RISM Serie AII):
- Sextett, Flötenkonzert, mehrere Trios und Quartette, möglicherweise als Abschriften aus den oben genannten Drucken, 8 kirchenmusikalische Werke

## Notenausgaben (Neueditionen)
- Sinfonie Es-Dur, für 2 Violinen, Viola und Violoncello (Kontrabass) und 2 Hörner (oder Klavier), hrsg. von Hermann Scherchen. Zürich und Leipzig, Hug [1941?], G. H. 8664. (Das Kammerorchester; 1) = Nr. 6 aus den Sei Sinfonie a Quatro parti obligate Con Corni da Caccia ad libitum (RISM S 4337)
- Sinfonia in B, Erstdruck (Wilhelm Jerger). Wien und München, Doblinger, 1975, D. 14.086. (Diletto Musicals; 261) = Nr. 6 aus den Six Simphonies a Quatre parties, Avec Cors de Chasse (RISM S 4336)
- Konzert für Querflöte (Altblockflöte) und Streicher (Caspar Diethelm). Winterthur, Amadeus, 1983, BP 2087
- Regina caeli, für Sopran- oder Tenorsolo, Streicher und Generalbass hrsg. von Friedrich Hägele. St. Augustin, Butz, 2008, BU 2095
- VI Symphonies Italiennes op. 5 für 2 Violinen, Viola, 2 Hörner ad lib. und Basso continuo (Violoncello / Kontrabass, Tasteninstrument) Herausgegeben [und mit ausführlichem Editionsbericht versehen] von Hans-Rudolf Binz. Bern, Musikverlag Müller und Schade. (Musik aus der Sammlung der Zentralbibliothek Solothurn, Heft 7 I–VI)

1. Sinfonia I in D‑Dur. 2019, M&S 2516
2. Sinfonia II in F‑Dur. 2020, M&S 2517
3. Sinfonia III in B‑Dur. 2021, M&S 2518
4. Sinfonia IV in C‑Dur. 2015 (rev. 2019), M&S 2308
5. Sinfonia V in G‑Dur (obligate Hörner). 2022, M&S 2519
6. Sinfonia VI in A‑Dur. 2023, M&S 2520 (in Vorbereitung)